# Anchistodelphys
Anchistodelphys — рід сумчастоподібних ссавців, які мешкали в Північній Америці під час крейдового періоду.
Види:
- Anchistodelphys archibaldi
- Anchistodelphys delicatus